# Warner Baxter
Warner Leroy Baxter (ur. 29 marca 1889 w Columbus, zm. 7 maja 1951 w Los Angeles) – amerykański aktor filmowy. Nagrodzony Oscarem w kategorii dla najlepszego aktora pierwszoplanowego za występ w westernie W starej Arizonie (1929).

## Wybrana filmografia
- 1928: Podwójne życie
- 1928: W starej Arizonie
- 1933: Ulica szaleństw